# Земельні реформи Павла Скоропадського
Земельні реформи П. Скоропадського — низка заходів щодо землеволодіння і землекористування, проведених у кінці квітня–листопаді 1918 та спрямованих на скасування загальнонародної й відновлення приватної власності на земельні ресурси України (див. Аграрне питання в українській революції 1917—1921). Гетьман П.Скоропадський поділяв селян на дві категорії: а) великих землевласників, б) середніх і дрібних землевласників. До першої категорії належали ті, хто мав понад 5 десятин землі, до другої – ті, хто мав менше 5 десятин. За критеріями Української Держави, близько половини селян, які володіли земельними наділами, вважалися великими власниками. Саме ж землеволодіння відроджувалося майже у всіх тих формах, що існували за часів Російської імперії, й могло бути приватним, надільним, державним, церковним, монастирським, заводським, фабричним тощо. Проведення земельної реформи гетьман вважав своїм найголовнішим завданням. З метою її здійснення він планував створити особливу нараду для підготовки агрономічних заходів.

## Принципи реформи
В основу реформи клалися такі принципи:

1) уряд бере на себе цілковиту відповідальність за проведення реформи і її наслідки;

2) за рахунок державних, церковних, монастирських і частини приватних земель (з повним відшкодуванням їхнім власникам вартості відчужених ділянок) створюється державний земельний фонд;

3) провадиться продаж ділянок малоземельним селянам і козакам;

4) провадиться створення дрібних, але економічно міцних господарств;

5) здійснюється забезпечення ефективної роботи цукрової промисловості як головного джерела багатства України;

6) провадиться докорінне поліпшення справи дрібного сільсько-господарського кредиту. 
Відповідно до цих принципів 14 червня 1918 було ухвалено Закон про право продажу та купівлі землі поза міськими оселями. Право продажу надавалося кожному власникові сільсько-господарських та лісових маєтностей у повітах без будь-яких обмежень. Куплені або прийняті в дар земельні ділянки не повинні були перевищувати 25 десятин. Якщо ж власниками ділянок ставали земельні товариства, то розмір цих ділянок обмежувався загальною площею, виходячи з розрахунку не більш як 25 десятин на кожного члена товариства. При цьому протягом двох років товариство зобов'язувалося розмежувати куплену землю на відрубні ділянки між своїми членами. Передбачалося, що коли таке розмежування не відбудеться, то його проведуть відповідні повітові земельні комісії (див. Земельні та земельно-ліквідаційні комісії в Українській Державі 1918). Причому рішення комісій з цього питання вважались остаточними й оскарженню не підлягали. Отже, колективне господарювання на селі передбачалося ліквідувати.

## Земельні контракти
Щодо лісових площ, то їх можна було набувати за такими самими нормами (25 десятин на фізичну чи юрид. особу), але щоразу лише з окремого дозволу міністра земельних справ. Останній міг вирішувати питання й про надання дозволу перевищувати при купівлі встановлені норми, якщо це зумовлювалося громадськими, промисловими або іншими культурно-господарськими потребами, для чого потрібно було подати письмове звертання з відповідним обґрунтуванням. Протягом року покупець був зобов'язаний здійснити зазначені в обґрунтуванні цілі. Водночас він мав відшкодувати всі борги та провести виплати за претензіями іпотечних банків і приватних осіб відповідно до розмірів отриманої ділянки. Без обмеження розміру можна було купувати маєтності, які продавалися з прилюдних торгів у разі примусового стягування іпотечних та приватних боргів. Про такі торги банки, судові та ін. установи повинні були повідомляти відповідну повітову земельну комісію, яка мала право їх опротестовувати. В разі висловлення протесту торги припинялися і питання про право власності на зазначені маєтності вирішувалося в окружному суді. При порушенні встановлених норм купівлі землі її надлишки (понад 25 десятин) за рішенням суду переходили до казни. Нагляд за виконанням закону доручався повітовим і губернським земельним комісіям.
Залишалися в силі встановлені раніше права спадкування земельних маєтностей як за законом, так і за заповітом. Новий акт не мав зворотної сили: купчі та дарчі записи, складені до 18(03) грудня 1917, підлягали затвердженню без застосування встановлених законом норм. Наприкінці серпня 1918 Рада міністрів Української Держави дозволила власникам маєтків продавати їх навіть тоді, коли вони були здані в оренду. Орендний договір після затвердження акта про продаж втрачав силу. За орендарем зберігалося право на отримання врожаю із уже оброблених ним ділянок та право на повернення орендних виплат, внесених ним наперед. У листопаді 1918 гетьман затвердив законопроєкт, який передбачав, що земляні ділянки понад 200 десятин будуть скуповуватися державою і через Державний земельний банк розподілятися між малоземельними землевласниками, виходячи з норми 25 десятин на одне господарство. Але всі ці заходи щодо землеволодіння та землекористування, повернення права на врожай 1918, заміна земельних комітетів земельними й земельно-ліквідаційними комісіями тощо не дали бажаних результатів в умовах широкого економічного визиску українського села німецькою владою (див. Австро-німецьких військ контроль над територією України 1918).